# 大阪市立生野南小学校
大阪市立生野南小学校（おおさかしりつ いくのみなみしょうがっこう）は、大阪府大阪市生野区にあった公立小学校。

## 沿革
1951年に設置された大阪市立林寺小学校の分校を起源としている。その後、従来の大阪市立林寺小学校と大阪市立田島小学校の2校の校区を分離再編し、1952年に3年生以下の児童で開校した。当初は正式な校名が決まっておらず、（仮称の学校名）大阪市立生野第十四小学校として開校した。
1952年7月に大阪市立生野南小学校に校名が正式に決定している。1952年7月10日に開校記念式典を実施した。開校記念式典を実施したこの日を創立記念日としている。
しかし地域の児童数の減少により統廃合計画が具体化し、2022年には近隣の大阪市立田島小学校と統合する形で、大阪市立田島南小学校（田島南小中一貫校）が設置された。これに伴い2022年3月末日をもって閉校となった。

### 年表
- 1951年6月7日 - 大阪市立林寺小学校第四分校として発足[1]。
- 1952年4月1日 - 大阪市立生野第十四小学校（仮称）として開校。
- 1952年7月 - 校名が決定し、大阪市立生野南小学校と改称。
- 1963年11月 - 大阪市教育委員会から算数科の研究校に指定され、研究発表授業を実施。
- 1973年2月 - 学校安全が優秀として、日本学校安全会大阪府支部より表彰を受ける。
- 1976年4月 - 養護学級を開設。
- 2022年4月 - 田島南小学校(田島南小中一貫校)への移行に伴い閉校。

## 通学区域
- 大阪市生野区 林寺3丁目・4丁目のそれぞれ一部、林寺5丁目・6丁目の全域。
- 大阪市生野区 田島5丁目の一部、田島6丁目の全域

- 大阪市生野区 巽南1丁目の一部。

卒業生は大阪市立田島中学校に進学していた。

## 跡地の活用
跡地の活用については、防災・地域コミュニティの拠点としての機能を保持した上で、学校法人の運営による自動車整備専門学校仮校舎および通信制高等学校分校・日本語学校として活用する計画を、2022年10月に発表した。

## 交通
- 関西本線（大和路線） 東部市場前駅 北へ約700m。